# Kai Wilton
Kai Johan Wilton (4. juli 1916 i København – 6. april 1980 i Hellerup) var en dansk skuespiller og instruktør.
Wilton blev student i 1934 og læste engelsk og litteraturhistorie ved Københavns Universitet. I 1936 skiftede han studierne ud med skuespillet. Han var elv af Elith Pio og Carlo Wieth og blev uddannet fra Det Kongelige Teaters Elevskole i 1938. Frem til 1945 var han knyttet til Riddersalen, Frederiksberg Teater, Folketeatret og Det Ny Teater og blev fra 1946 skuespiller og sceneinstruktør ved Det Kongelige Teater. Fra 1942 til 1948 var han bestyrelsesmedlem i Dansk Skuespillerforbund. Fra 1950'erne forfattede han flere hørespil og operetter og blev chef for Statsradiofoniens hørespilsafdeling 1953-1956, hvor han bl.a. instruerede kriminalføljetonen Siva-skriget (1956). Fra 1961 var han chef for Odense Teater.
I afsnit 12 af tv-serien En by i Provinsen (optaget 1979) spillede han rollen som Simon Gyrd fra Rejseholdet.
Han var gift med skuespillerinden Grethe Holmer og far til skuespiller og teaterchef Kasper Wilton. Kai Wilton er begravet på Bispebjerg Kirkegård.
Wiltons omfattende manuskriptsamling er overgået til Det Kgl. Bibliotek, Teatersamlingen. Bevarede hørespilsproduktioner kan findes i www.larm.fm (Lydarkiver for Radiomedier).

## Dramatik
- Den sidste vals (hørespil)
- I denne nat (hørespil)

### Oversat dramatik
- Sigmund Miller: Se Neapel og lev (1952, hørespil)
- Jean Bernard Luc: Psykoplekser. Lystspil i 2 akter.
- Andre Obey: Tolv vrede mænd (oversat i samarbejde med Jørgen Engberg)
- Noel Coward: Familiealbum. En victoriansk komedie med musik (1951, hørespil)
- Sidney Howard: Blodets bånd. Bearbejdning til hørespil efter Jessie Laurings oversættelse (1951, hørespil)

## Filmografi
- Forellen (1942)
- Hvor er far? (1948)
- Ild og Jord (1955)
- Din fortid er glemt (1950)

### Tv-serier
- En by i Provinsen (1977-1980)